# Lagerhuset, Eslöv

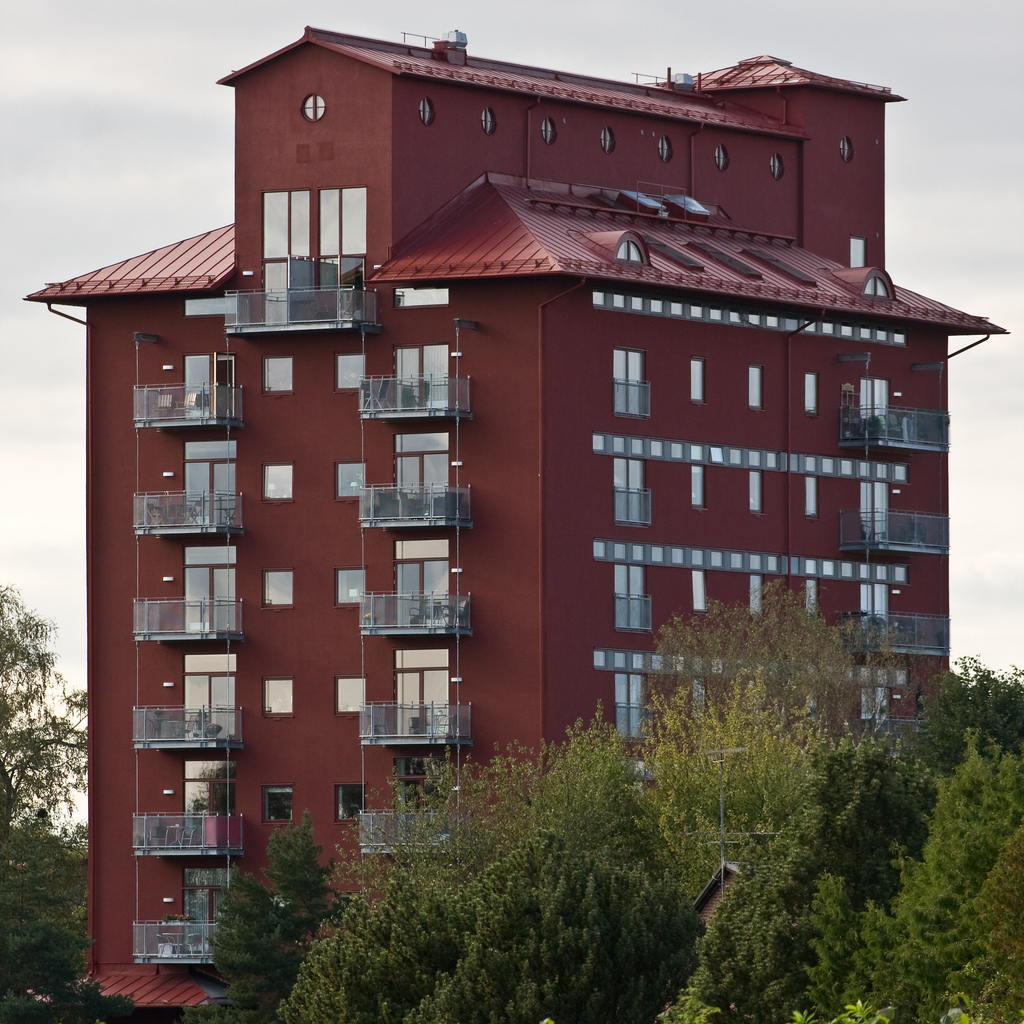
Lagerhuset i renoverat utförande.

Lagerhuset i Eslöv är ett tidigare spannmålsmagasin i Eslöv, som uppfördes 1918. För att beredskapslagra spannmål beslöts i första världskrigets slutskede att bygga nio lagerhus i det statliga programmet Lagerhus i Sverige. Alla nio byggdes efter i stort sett samma ritning, vilken gjorts av Carl Forsell med en yttre utformning av Gunnar Asplund. År 1984 sålde Svenska Lagerhus AB byggnaden till Eslövs kommun. Huset var under en längre tid under rivningshot. Redan 2000 var Kent Viberg och hans Crenova intresserade av att rädda huset för framtiden precis så som gjorts med det gamla vattentornet. I januari 2006 sålde dock Eslövs kommun lagerhuset för 75 000 kronor till Midroc Property Development och 2007 byggdes det om till bostäder för att i april 2008 stå inflyttningsklart. Arkitekt var Curt Salomon-Sörensen. Byggnaden är Sveriges högsta bostadshus av trä, med sina tio våningar och 31 meter.